# The Washington Post

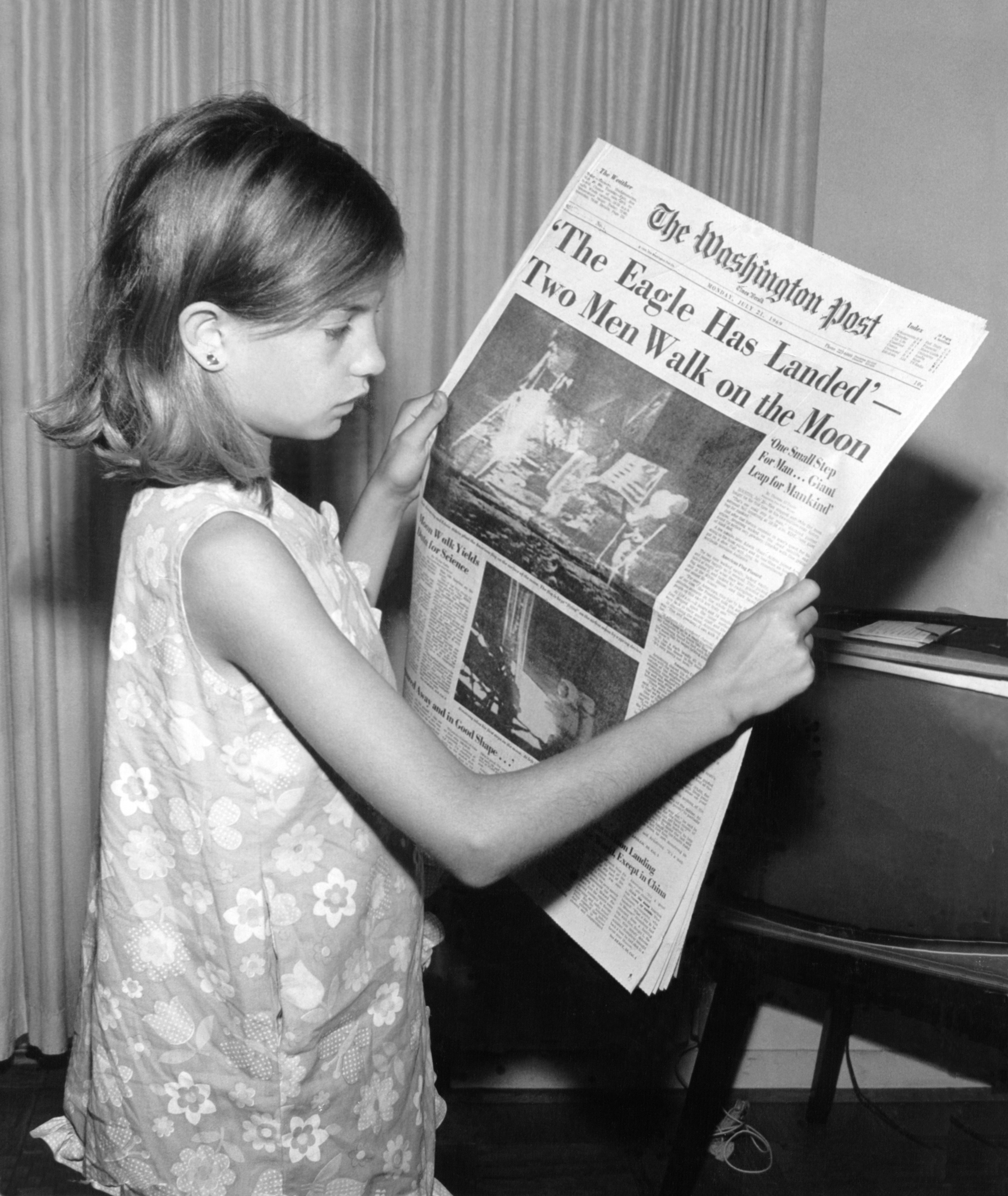
Fată citind ziarul The Washington Post

The Washington Post este cel mai mare ziar american din Washington, DC. Este totodată și una dintre cele mai vechi publicații ale orașului, fiind fondată în anul 1877. Ziarul este deținut de compania media The Washington Post Company și a fost premiat cu 47 de premii Pulitzer până în prezent.
În anul 2007, The Washington Post avea un tiraj de 658.000 de exemplare zilnic.